# Incydent z USS Panay
Incydent z USS „Panay” (ang. The USS "Panay" Incident) – incydent zbrojny związany ze zbombardowaniem amerykańskiej kanonierki USS „Panay” na rzece Jangcy koło Nankinu przez japońskie samoloty 12 grudnia 1937 roku podczas II wojny chińsko-japońskiej.
Po zaatakowaniu Chin latem 1937 roku wojska japońskie zbliżyły się w grudniu tego roku do Nankinu. Od 11 grudnia kanonierka rzeczna USS „Panay” pod dowództwem kpt. Jamesa Hughesa, patrolująca strategiczną rzekę Jangcy jako część tzw. Patrolu Jangcy Floty Azjatyckiej US Navy, ewakuowała w górę rzeki Amerykanów mieszkających w Nankinie. Następnego dnia USS „Panay” wraz z 3 tankowcami Standard Oil został niespodziewanie zaatakowany przez japońskie samoloty lotnictwa morskiego (3 bombowce Yokosuka B4Y i 9 myśliwców Nakajima A4N). 
Okręt zatonął, zaś straty załogi wyniosły 3 zabitych i 43 rannych. Rany odniosło też 4 lub 5 cywili. Rozbitkowie zostali wyłowieni przez amerykańską siostrzaną kanonierkę rzeczną USS „Oahu” oraz 2 brytyjskie kanonierki rzeczne HMS „Bee” i HMS „Ladybird”. Atak został sfilmowany przez dwóch amerykańskich kamerzystów, którzy przebywali na pokładzie, a potem z brzegu rzeki filmowali tonięcie okrętu. Jeszcze tego samego dnia japońska artyleria ostrzelała na rzece HMS „Ladybird”, powodując pewne straty. Japońskie władze wzięły pełną odpowiedzialność za atak, tłumacząc, że piloci nie zauważyli amerykańskich flag na USS „Panay”. Miało to oznaczać, że atak był całkowicie przypadkowy. Japończycy wypłacili ponadto odszkodowanie rodzinom ofiar. Do amerykańskiej ambasady w Tokio i departamentu marynarki wojennej w Waszyngtonie nadeszło nawet bardzo wiele listów od obywateli japońskich z wyrazami sympatii dla USA (w niektórych były różne sumy pieniężne). 
W rzeczywistości Amerykanie nie uwierzyli w japońskie tłumaczenia, ale nie nagłośnili tego, aby nie psuć stosunków pomiędzy obydwoma państwami. Japoński atak faktycznie był skutkiem zaostrzania się i militaryzacji japońskiej polityki, co doprowadziło 4 lata później do ataku na Pearl Harbor na Hawajach.